# Związek Zjednoczonych Sodalicji Pań Wiejskich
Związek Zjednoczonych Sodalicji Pań Wiejskich – stowarzyszenie katolickie, które powstało w 1923 roku. W latach 1926–1939 wydawało pismo Dwór Marii. 

## Historia
W 1923 roku z inicjatywy o.Henryka Hoducha odbył się w Kłodnicy pierwszy zjazd związku podczas którego powstał Związek Zjednoczonych Sodalicji Pań Wiejskich. Do Związku przyłączyło się 10 sodalicji: bydgoska, chyrowsko–samborska, kaliska, kielecka, krakowska, lubelska, poznańska, przemyska, sanocka i tarnowska. W kolejnych latach do związku dołączyły: grodzieńska(1930), jarosławska(1930), kujawska(1931), lwowska(1925), łęczycka(1927), opoczyńska(1931), pomorska(1929), radomskowska(1930), sandomierska(1926), warszawska(1925) i zamojsko-tomaszowska (1931). W 1935 roku dołączyła Sodalicja pań wiejskich w Brzozie. W 1937 roku dołączyła sodalicja olkusko-miechowska.
Podczas pierwszego zjazdu ustalono, ze najwyższą władzą Związku będzie zjazd prezydentek z moderatorem i sekretarką. Podczas II zjazdu w Piotronkach u hrabiny Heleny Bnińskiej o. Rostworowski przedstawił przygotowane przez siebie nowe ustawy. Podjęto również decyzję o wydawaniu pisma, któremu nadano nazwę Biuletyn, ale  z powodu braku zainteresowania nie udało się go uruchomić. Dopiero gdy podczas IV zjazdu podjęto decyzję o obowiązkowej prenumeracie w lutym 1926 roku ukazał się pierwszy numer pisma Dwór Marji. W 1928 roku podczas zjazdu w Bolechowie ustalono, że każda Sodalicja ma obowiązek zorganizowania w roku czterech zebrań, w tym jednego połączonego z rekolekcjami. W 1930 roku wybrano nowe władze. Sekretarką została Zofia Włodkowa, redaktorką Antonina Gutowska, skarbniczką Maria Helclowa, a moderatorem o. Franciszek Kwiatkowski. Podczas kolejnego zjazdu w 1931 roku w Krakowie zatwierdzono ich wybór na 6 lat. 

## Moderatorzy
- 1923–1926 o. Henryk Haduch
- 1926–1930 o. Jan Rostworowski
- 1930–1937 o. Franciszek Kwiatkowski
- 1937–1939 o. Jan Rostworowski[3]